# Марданшах (сасанидский принц)
Марданшах (перс. مردانشاه‎) — сасанидский князь VII века. Сын сасанидского царя (шаха) Хосрова II (годы правления 590—628) и Ширин, наследник Сасанидского царства. В 628 году после свержения Хосрова II был убит вместе с братьями по приказу своего сводного брата Кавада II, захватившего престол.
Исследуя сирийские хроники и другие исторические свидетельства того времени, Н. В. Пигулевская сообщает, что до рождения Марданшаха у Ширин не было сыновей. Автор анонимной сирийской хроники свидетельствует, что Марданшах появился на свет благодаря врачебной помощи Гавриила (друстбеда шигарского). Тот «пустил из руки Ширин кровь и у нее родился сын, которому она дала имя Марданшах, тогда как до этого у нее не было сыновей». Однако есть и другие документы, на которые обращает внимание Пигулевская. Так, послание Хосроя (Хосрова) указывает на то, что рождение Марданшаха произошло благодаря благословению, полученному в Храме Сергия (Саргиса) Русафского.
Как пишет А. И. Колесников, убийство Марданшаха произошло в условиях, когда «в сасанидской столице был организован заговор знати»:
Хосров Парвиз собирался передать царствование Марданшаху, родившемуся от Ширин, а самого старшего, Кавада Шируйе, устранил от престолонаследия. По-видимому, другие его сыновья стали на сторону Шируйе. Шируйе поддержала придворная знать и часть христианского населения (несториане).